# Клавезана
Клавеза̀на (на италиански: Clavesana; на пиемонтски: Cravsan-a, Кравъзан-а) е село и община в Северна Италия, провинция Кунео, регион Пиемонт. Разположено е на 300 m надморска височина. Населението на общината е 913 души (към 2010 г.).